# Quattro Giorni di Dunkerque 2022
La Quattro Giorni di Dunkerque 2022, sessantaseiesima edizione della corsa, valevole come ventunesima prova dell'UCI ProSeries 2022 categoria 2.Pro, si è svolta in sei tappe, dal 3 all'8 maggio 2022, su un percorso di 1 054,1 km, con partenza e arrivo a Dunkerque, nella regione dell'Alta Francia, in Francia. La vittoria fu appannaggio del belga Philippe Gilbert, il quale completò il percorso in 25h00'26", alla media di 42,152 km/h, precedendo il connazionale Oliver Naesen ed il britannico Jake Stewart.
Sul traguardo di Dunkerque 103 ciclisti, su 123 partiti dalla medesima località, portarono a termine la competizione.

## Tappe
| Tappa  | Data     | Percorso                     | km    | Vincitore di tappa | Leader cl. generale |
| ------ | -------- | ---------------------------- | ----- | ------------------ | ------------------- |
| 1ª     | 3 maggio | Dunkerque > Aniche           | 161,1 | Arvid de Kleijn    | Arvid de Kleijn     |
| 2ª     | 4 maggio | Béthune > Maubeuge           | 181,5 | Jason Tesson       | Jason Tesson        |
| 3ª     | 5 maggio | Péronne > Mont-Saint-Éloi    | 170,1 | Philippe Gilbert   | Arvid de Kleijn     |
| 4ª     | 6 maggio | Mazingarbe > Aire-sur-la-Lys | 174,8 | Lionel Taminiaux   | Evaldas Šiškevičius |
| 5ª     | 7 maggio | Roubaix > Cassel             | 183,7 | Gianni Vermeersch  | Philippe Gilbert    |
| 6ª     | 8 maggio | Ardres > Dunkerque           | 182,9 | Gerben Thijssen    | Philippe Gilbert    |
| Totale | Totale   | Totale                       | 505,7 |                    |                     |

## Squadre e corridori partecipanti
| N.    | Cod. | Squadra                   |
| ----- | ---- | ------------------------- |
| 1-7   | LTS  | Lotto Soudal              |
| 11-16 | ACT  | AG2R Citroën Team         |
| 21-27 | COF  | Cofidis                   |
| 31-37 | GFC  | Groupama-FDJ              |
| 41-47 | IWG  | Intermarché-Wanty-Gobert  |
| 51-56 | DSM  | Team DSM                  |
| 61-67 | AFC  | Alpecin-Fenix             |
| 71-77 | BBK  | B&B Hotels-KTM            |
| 81-87 | BWB  | Bingoal Pauwels Sauces WB |

| N.      | Cod. | Squadra                          |
| ------- | ---- | -------------------------------- |
| 91-97   | QST  | Burgos-BH                        |
| 101-107 | HPM  | Human Powered Health             |
| 111-117 | SVB  | Sport Vlaanderen-Baloise         |
| 121-127 | ARK  | Team Arkéa-Samsic                |
| 131-137 | TEN  | TotalEnergies                    |
| 141-147 | GRL  | Go Sport-Roubaix Lille Métropole |
| 151-157 | NMC  | Nice Métropole Côte d'Azur       |
| 161-167 | AUB  | St Michel-Auber 93               |
| 171-177 | UNA  | Team U Nantes Atlantique         |

## Dettagli delle tappe

### 1ª tappa
- 3 maggio: Dunkerque > Aniche – 161,1 km

Risultati
| Pos. | Corridore       | Squadra   | Tempo   |
| ---- | --------------- | --------- | ------- |
| 1    | Arvid de Kleijn | Human     | 3h31'14 |
| 2    | Jason Tesson    | St Michel | s.t.    |
| 3    | Nils Eekhoff    | DSM       | s.t.    |

| Pos. | Corridore       | Squadra   | Tempo    |
| ---- | --------------- | --------- | -------- |
| 1    | Arvid de Kleijn | Human     | 3h31'04" |
| 2    | Jason Tesson    | St Michel | a 4"     |
| 3    | Nils Eekhoff    | DSM       | a 6"     |

### 2ª tappa
- 4 maggio: Béthune > Maubeuge – 181,5 km

Risultati
| Pos. | Corridore       | Squadra     | Tempo    |
| ---- | --------------- | ----------- | -------- |
| 1    | Jason Tesson    | St Michel   | 4h04'25" |
| 2    | Gerben Thijssen | Intermarché | s.t.     |
| 3    | Thomas Boudat   | Go Sport    | s.t.     |

| Pos. | Corridore       | Squadra     | Tempo    |
| ---- | --------------- | ----------- | -------- |
| 1    | Jason Tesson    | St Michel   | 7h35'20" |
| 2    | Arvid de Kleijn | Human       | a 9"     |
| 3    | Gerben Thijssen | Intermarché | a 13"    |

### 3ª tappa
- 5 maggio: Péronne > Mont-Saint-Éloi – 170,1 km

Risultati
| Pos. | Corridore        | Squadra       | Tempo    |
| ---- | ---------------- | ------------- | -------- |
| 1    | Philippe Gilbert | Lotto         | 4h22'14" |
| 2    | Jason Tesson     | St Michel     | s.t.     |
| 3    | Julien Simon     | TotalEnergies | s.t.     |

| Pos. | Corridore        | Squadra  | Tempo     |
| ---- | ---------------- | -------- | --------- |
| 1    | Arvid de Kleijn  | Human    | 11h57'43" |
| 2    | Philippe Gilbert | Lotto    | s.t.      |
| 3    | Samuel Leroux    | Go Sport | a 1"      |

### 4ª tappa
- 6 maggio: Mazingarbe > Aire-sur-la-Lys – 174,8 km

Risultati
| Pos. | Corridore        | Squadra     | Tempo    |
| ---- | ---------------- | ----------- | -------- |
| 1    | Lionel Taminiaux | Alpecin     | 4h01'54" |
| 2    | S. Aniołkowski   | Bingoal     | s.t.     |
| 3    | Gerben Thijssen  | Intermarché | s.t.     |

| Pos. | Corridore           | Squadra     | Tempo     |
| ---- | ------------------- | ----------- | --------- |
| 1    | Evaldas Šiškevičius | Go Sport    | 15h59'36" |
| 2    | Gerben Thijssen     | Intermarché | a 1"      |
| 3    | Arvid de Kleijn     | Human       | s.t.      |

### 5ª tappa
- 7 maggio: Roubaix > Cassel – 183,7 km

Risultati
| Pos. | Corridore         | Squadra  | Tempo    |
| ---- | ----------------- | -------- | -------- |
| 1    | Gianni Vermeersch | Alpecin  | 4h39'56" |
| 2    | Oliver Naesen     | AG2R     | s.t.     |
| 3    | Jake Stewart      | Groupama | s.t.     |

| Pos. | Corridore        | Squadra  | Tempo     |
| ---- | ---------------- | -------- | --------- |
| 1    | Philippe Gilbert | Lotto    | 20h39'33" |
| 2    | Oliver Naesen    | AG2R     | a 4"      |
| 3    | Jake Stewart     | Groupama | a 5"      |

### 6ª tappa
- 8 maggio: Ardres > Dunkerque – 182,9 km

Risultati
| Pos. | Corridore       | Squadra       | Tempo    |
| ---- | --------------- | ------------- | -------- |
| 1    | Gerben Thijssen | Intermarché   | 4h20'53" |
| 2    | Hugo Hofstetter | Arkéa         | s.t.     |
| 3    | Lorrenzo Manzin | TotalEnergies | s.t.     |

| Pos. | Corridore        | Squadra  | Tempo     |
| ---- | ---------------- | -------- | --------- |
| 1    | Philippe Gilbert | Lotto    | 25h00'26" |
| 2    | Oliver Naesen    | AG2R     | a 4"      |
| 3    | Jake Stewart     | Groupama | a 5"      |

## Evoluzione delle classifiche
| Tappa              | Vincitore          | Classifica generale Maglia rosa | Classifica a punti Maglia verde | Classifica scalatori Maglia a pois | Classifica giovani Maglia bianca | Classifica a squadre |
| ------------------ | ------------------ | ------------------------------- | ------------------------------- | ---------------------------------- | -------------------------------- | -------------------- |
| 1ª                 | Arvid de Kleijn    | Arvid de Kleijn                 | Arvid de Kleijn                 | Milan Fretin                       | Jason Tesson                     | Groupama-FDJ         |
| 2ª                 | Jason Tesson       | Jason Tesson                    | Jason Tesson                    | Alex Colman                        | Jason Tesson                     | Groupama-FDJ         |
| 3ª                 | Philippe Gilbert   | Arvid de Kleijn                 | Jason Tesson                    | Alex Colman                        | Gerben Thijssen                  | Team Arkéa-Samsic    |
| 4ª                 | Lionel Taminiaux   | Evaldas Šiškevičius             | Jason Tesson                    | Alex Colman                        | Gerben Thijssen                  | Team Arkéa-Samsic    |
| 5ª                 | Gianni Vermeersch  | Philippe Gilbert                | Jason Tesson                    | Alex Colman                        | Jake Stewart                     | Lotto Soudal         |
| 6ª                 | Gerben Thijssen    | Philippe Gilbert                | Jason Tesson                    | Alex Colman                        | Jake Stewart                     | Lotto Soudal         |
| Classifiche finali | Classifiche finali | Philippe Gilbert                | Jason Tesson                    | Alex Colman                        | Jake Stewart                     | Lotto Soudal         |

Maglie indossate da altri ciclisti in caso di due o più maglie vinte
- Nella 2ª tappa Nils Eekhoff ha indossato la maglia verde al posto di Arvid de Kleijn.
- Nella 3ª tappa Arvid de Kleijn ha indossato la maglia verde al posto di Jason Tesson e Gerben Thijssen ha indossato quella bianca al posto di Jason Tesson.

## Classifiche finali

### Classifica generale - Maglia rosa
| Pos. | Corridore        | Squadra       | Tempo     |
| ---- | ---------------- | ------------- | --------- |
| 1    | Philippe Gilbert | Lotto         | 25h00'26" |
| 2    | Oliver Naesen    | AG2R          | a 4"      |
| 3    | Jake Stewart     | Groupama      | a 5"      |
| 4    | Benjamin Thomas  | Cofidis       | a 10"     |
| 5    | B. Planckaert    | Intermarché   | s.t.      |
| 6    | Hugo Hofstetter  | Arkéa         | a 12"     |
| 7    | Lorrenzo Manzin  | TotalEnergies | a 13"     |
| 8    | Julien Simon     | TotalEnergies | a 14"     |
| 9    | Romain Cardis    | St Michel     | a 16"     |
| 10   | Damien Touzé     | AG2R          | a 18"     |

### Classifica a punti - Maglia verde
| Pos. | Corridore        | Squadra     | Punti |
| ---- | ---------------- | ----------- | ----- |
| 1    | Jason Tesson     | St Michel   | 43    |
| 2    | Gerben Thijssen  | Intermarché | 36    |
| 3    | Arvid de Kleijn  | Human       | 28    |
| 4    | Lionel Taminiaux | Alpecin     | 25    |
| 5    | Hugo Hofstetter  | Arkéa       | 24    |

### Classifica scalatori - Maglia a pois
| Pos. | Corridore          | Squadra   | Punti |
| ---- | ------------------ | --------- | ----- |
| 1    | Alex Colman        | Sport Vl. | 40    |
| 2    | Michael Gogl       | Alpecin   | 17    |
| 3    | Louis Blouwe       | Bingoal   | 11    |
| 4    | Samuel Leroux      | Go Sport  | 10    |
| 5    | Matthieu Ladagnous | Groupama  | 9     |

### Classifica giovani - Maglia bianca
| Pos. | Corridore     | Squadra     | Tempo     |
| ---- | ------------- | ----------- | --------- |
| 1    | Jake Stewart  | Groupama    | 25h00'31" |
| 2    | Andreas Kron  | Lotto       | a 13"     |
| 3    | Hugo Page     | Intermarché | a 17"     |
| 4    | Joris Delbove | St Michel   | a 54"     |
| 5    | Ward Vanhoof  | Sport Vl.   | a 1'12"   |

### Classifica a squadre
| Pos. | Squadra            | Tempo     |
| ---- | ------------------ | --------- |
| 1    | Lotto Soudal       | 75h02'34" |
| 2    | B&B Hotels-KTM     | a 16"     |
| 3    | St Michel-Auber 93 | a 28"     |
| 4    | Cofidis            | a 46"     |
| 5    | Groupama-FDJ       | a 51"     |